# André Mendy
André Mendy, né le 3 décembre 2000 à Dakar au Sénégal, est un footballeur sénégalais qui joue au poste d'attaquant au FC Differdange 03.

## Biographie

### FC Differdange 03 (depuis 2025)
En 2025, le joueur s'engage avec le FC Differdange 03, alors champion en titre du championnat de BGL Ligue, pour pallier le départ de son attaquant vedette, Jorginho,.

## Palmarès
| FC Differdange 03 (2) :                                                          |
| -------------------------------------------------------------------------------- |
| - BGL Ligue (1) - Champion : 2025 - Coupe du Luxembourg (1) - Vainqueirur : 2025 |